# Còdex sobre el vol dels ocells

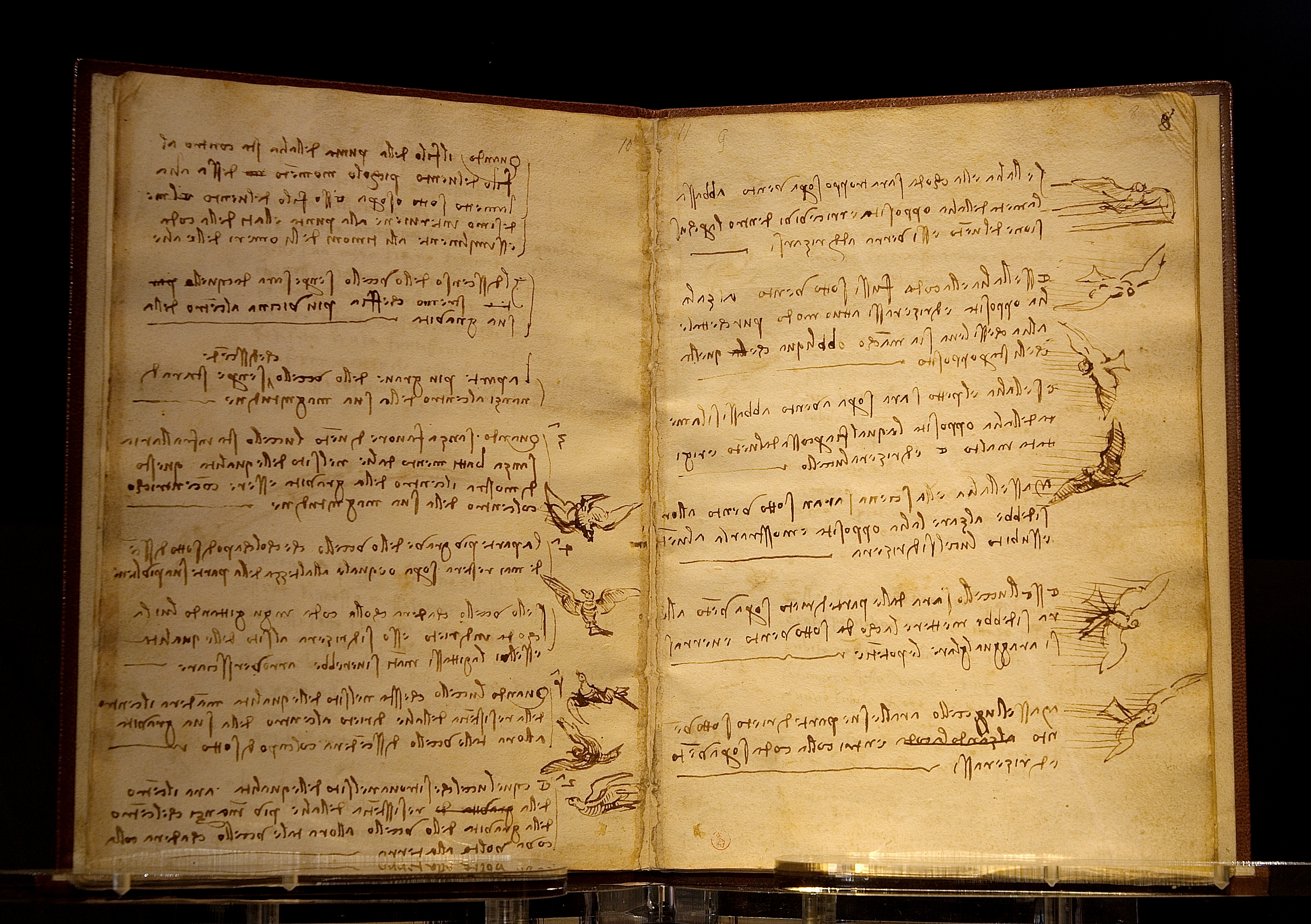
Còdex sobre el vol dels ocells

El Còdex sobre el vol dels ocells és un manuscrit de Leonardo da Vinci sobre estudis del vol dels ocells que va ser escrit entre el 14 de març i el 15 d'abril del 1505 a Florència. Actualment, es conserva a la biblioteca Reial de Torí.

## Història
Quan Leonardo estava pintant La Gioconda, va completar les seves investigacions sobre els ocells; en un dels estudis per a La batalla d'Anghiari, presenta un esquema en què es pot llegir:
| « | He dividit el Tractat dels ocells en quatre parts, de les quals la primera concerneix a la forma de volar batent les ales; la segona, al vol sense batre les ales, a favor del vent; la tercera, al que hi ha de comú entre el vol dels ocells, dels ratpenats, dels peixos voladors i dels insectes, i la darrera, al moviment gràcies a un mecanisme. | » |

Tanmateix, l'interès de Leonardo sobre el vol dels ocells va haver de començar cap al 1483 a Milà, quan estava al servei de Lluís el Moro; ja al Còdex Atlantico el 1486, la possibilitat humana del vol de manera mecànica l'expressa així:
| « | Existeix una força igual de l'objecte contra l'aire que de l'aire contra l'objecte. Considereu com les ales, donant cops l'aire, sostenen el pes aclaparador de l'àguila a gran altura, allà on l'aire és més lleuger. | » |

Aquests conceptes fan creure que els estudis sobre el vol dels ocells eren anteriors als del vol mecànic, encara que se sap que el Còdex sobre el vol dels ocells va ser escrit el 1505. Segurament, tots els apunts que tenia els va passar posteriorment al mencionat manuscrit.
Aquest manuscrit li va ser sostret a Francesco Melzi, hereu de Leonardo, i després de passar per diverses mans va ser venut a Pompeo Leoni. L'hereu de Leoni el va vendre a la Biblioteca Ambrosiana, on va romandre fins que, el 1796, Napoleó el va fer traslladar, junt amb altres còdexs de Leonardo a la Biblioteca Nacional de París. Va ser novament robat per Giacomo Libri cap al 1848 i comprat per Giacomo Manzoni el 1867, i es descobrí que en faltaven cinc folis. El 1892, el va comprar Teodoro Sabachnikoff i després de la seva publicació el va regalar a la reina Margarida. Els cinc folis perduts van ser recuperats en una subhasta pública i tornats al seu lloc d'origen, i d'aquesta manera el còdex ha quedat compost per 18 folis, amb unes mides de 21,3 × 15,4 cm, i d'una coberta.

## El còdexvde
El còdex tracta, com el seu nom indica, dels ocells. Leonardo parla diverses vegades de la intenció d'escriure un tractat dels ocells, amb els temes de la resistència de l'aire, l'anatomia de l'ocell i les seves plomes, l'acció de les plomes en els moviments del vol i la conducta de les ales i la cua quan el vent és favorable. Els estudis sobre el vol es troben als còdexs Leicester, Trivulziano, Arundel i Atlantico; tanmateix, el que conté una veritable unitat és el Còdex sobre el vol dels ocells. Les quaranta pàgines (18 folis més dues cobertes) contenen 174 dibuixos, set en llapis vermell, i la resta en negre, a la ploma. A l'últim foli, hi ha les anotacions següents:
| « | 1505, dimarts nit, 14 d'abril, Lorenzo ha vingut a viure amb mi; ha dit que tenia disset anys (primer paràgraf a dalt, a la dreta.) I el quinzè del citat abril, he rebut vint-i-cinc florins d'or del tresorer de Santa Maria Novella (segon paràgraf, a la dreta.) De la muntanya que porta el nom "el gran ocell", emprendrà el vol el famós ocell, que omplirà el món de la seva gran fama (A dalt, a l'esquerra.) | » |